# Flughafen Quesnel

i7
i11
i13
Der Flughafen Quesnel ist ein Regionalflughafen in der kanadischen Provinz British Columbia. Der Flughafen befindet sich am nördlichen Ende der Stadt zwischen dem Highway 35 und dem Fraser River. Er bietet seinen Besuchern kostenlose Parkplätze an. Er liegt in der Zeitzone UTC-8 (DST-7).

## Geschichte
Der Flughafen wurde 1942 eröffnet. 1968 wurde das erste Terminal gebaut. Schon kurz danach wurde Quesnel von kommerziellen Fluggesellschaften angeflogen. Anfang der 80er Jahre reichte die Kapazität des vorhandenen Terminals nicht mehr aus und man begann die Planungen für ein neues, größeres Terminal. Es wurde 1993 fertiggestellt. 1997 wurde der Flughafen von der Stadt Quesnel übernommen.

## Start- und Landebahn
Beim Anflug auf den Flughafen stehen folgende Navigations- und Landehilfen zur Verfügung: NDB
- Landebahn 13/31, Länge 1676 m, Breite 60 m, Asphalt[1]

## Service
Am Flughafen sind folgende Flugbenzinsorten erhältlich:
- AvGas  (100LL)
- Kerosin (Jet A)

## Flugverbindungen
Air Canada und Central Mountain Air bieten tägliche Flüge nach Vancouver an.